# 2721 Vsekhsvyatskij
2721 Vsekhsvyatskij là một tiểu hành tinh vành đai chính với chu kỳ quỹ đạo là 2123.1706747 ngày (5.81 năm).
Nó được phát hiện ngày 22 tháng 9 năm 1973.